# 善优波毱多

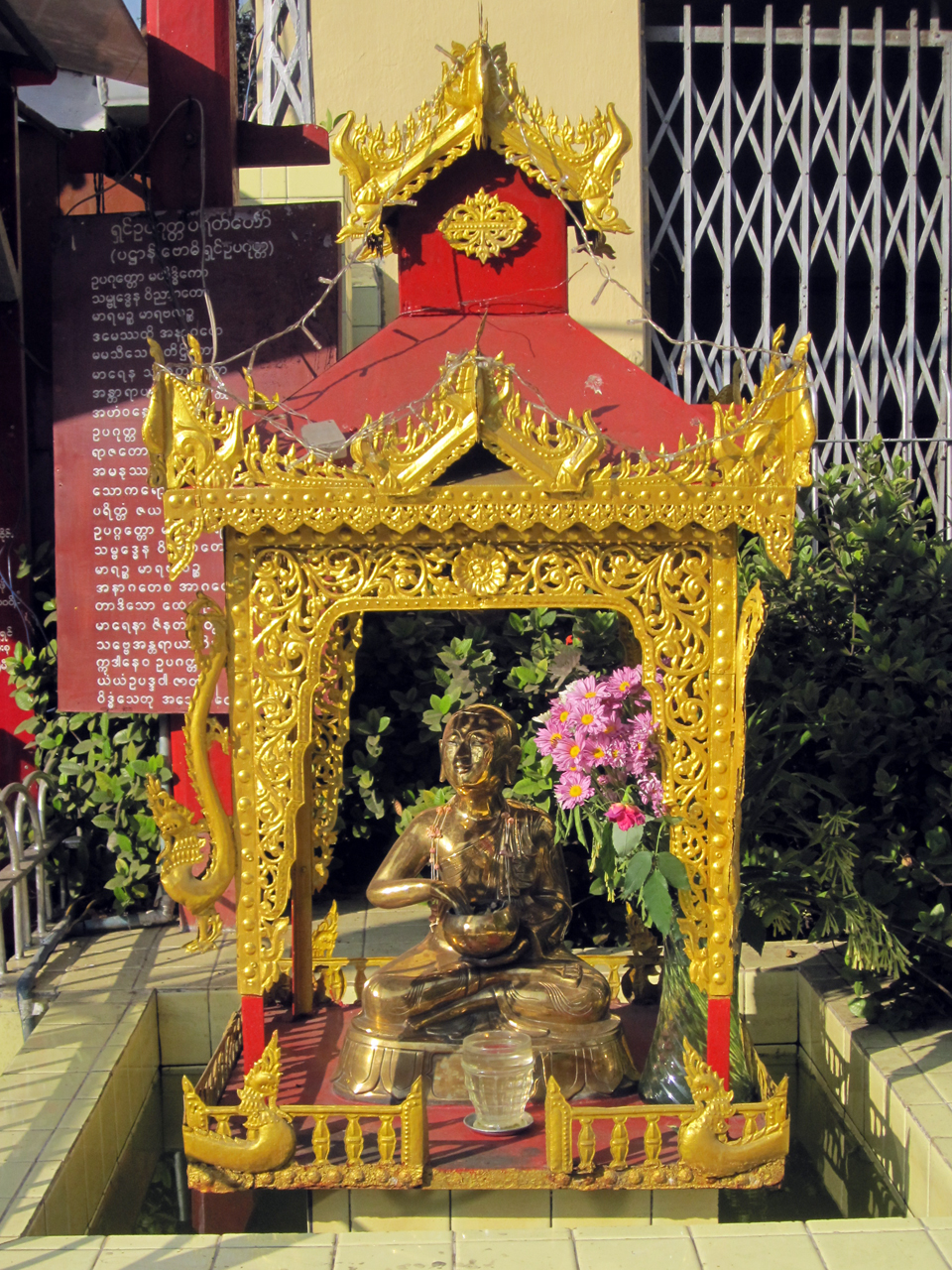
仰光街头的善优波毱多祭坛

善优波毱多（或 [ʃɪ̀ɰ̃ ṵpəɡoʊʔ]），是在东南亚上座部佛教地区受崇敬的罗汉，主要为孟族、伊善族、泰沅所崇拜，民间相信他可保信众免遭风雨。
善优波毱多像通常是结跏趺坐，身披僧袍，一手托钵、一手伸入钵中。优波毱多，据大乘佛教记载为印度阿育王时代的高僧，曾向阿育王面授佛法，但在巴利三藏中并无记录，而在缅甸史料中出现，称他是僧伽推举制服魔罗的高僧帝須。
伊洛瓦底江三角洲为孟族传统聚居区域，盛行善优波毱多信仰，缅历德丁卒月期间，勃固近郊的瑞金镇会举行盛大节庆祭拜善优波毱多。仰光华埠亦会在十月期间以中式仪式祭拜，期间信众会向河中撒灰。缅甸有传说指善优波毱多仍然在世，居住在南方大海的一座黄铜宫殿中，可念巴利文咒语召唤他来抵挡风暴和洪灾。